# هيلاري هاغ
هيلاري هاغ (بالإنجليزية: Hilary Haag)‏ هي ممثلة أمريكية، ولدت في 3 ديسمبر 1973 في باي تاون في الولايات المتحدة.

## وصلات خارجية
- هيلاري هاغ على موقع IMDb (الإنجليزية)
- هيلاري هاغ على موقع قاعدة بيانات الفيلم (الإنجليزية)
- هيلاري هاغ على موقع ANN person (الإنجليزية)